# Championship League Snooker 2017
Championship League Snooker 2017 to dziesiąta edycja zawodów snookerowych rozgrywanych w Ricoh Arena w Coventry w Anglii. W turnieju wystąpiło 25 zawodników, którzy w 8 grupach rozegranych na przestrzeni dwóch miesięcy (2 stycznia–2 marca) rozegrali 192 pojedynki.

## Format turnieju
- Wszystkie mecze rozgrywane są do 3 wygranych frejmów.
- Kryteria klasyfikowania zawodników w grupach: większa liczba zdobytych punktów, większa liczba wygranych frejmów, mniejsza liczba przegranych frejmów, zwycięzca bezpośredniego spotkania.
- W grupie 1 rywalizuje 7 zawodników systemem każdy z każdym. 4 najlepszych awansuje do play-offów, których zwycięzca przechodzi do tzw. Grupy Zwycięzców. Przegrani w play-offach oraz 5. zawodnik z grupy przechodzą do rozgrywek grupy 2, gdzie do rywalizacji dołącza kolejnych 3 graczy. Zawodnicy zajmujący 6. i 7. miejsce w danej grupie odpadają z zawodów. System rozgrywek powtarza się przez kolejnych 7 grup.
- Po rozgrywkach w 7 grupach wyłonionych zostaje 7 uczestników grupy zwycięzców, w której rywalizacja toczy się na podobnych zasadach, jak w poprzednich grupach. Zwycięzca finału grupy zwycięzców jest triumfatorem całego turnieju.

## Zawodnicy
Grupa 1 (2-3.01.2017): Anthony McGill, David Gilbert, Ryan Day, Matthew Selt, Ben Woollaston, Mark Davis, Robert Milkins

Grupa 2 (4-5.01.2017): Mark Williams, Neil Robertson, Michael White + 4 snookerzystów z grupy 1 

Grupa 3 (9-10.01.2017): Joe Perry, Barry Hawkins, Allister Carter + 4 snookerzystów z grupy 2 

Grupa 4 (11-12.01.2017): Shaun Murphy, Mark Allen, Kyren Wilson + 4 snookerzystów z grupy 3 

Grupa 5 (20-21.02.2017): Stuart Bingham, Judd Trump, Liang Wenbo + 4 snookerzystów z grupy 4 

Grupa 6 (22-23.02.2017): Mark Selby, Ricky Walden, Martin Gould + 4 snookerzystów z grupy 5 

Grupa 7 (27-28.02.2017): John Higgins, Michael Holt, Graeme Dott + 4 snookerzystów z grupy 6
Grupa zwycięzców (1-2.03.2017): 7 zwycięzców poszczególnych grup

## Nagrody

### Grupy 1-7
- Zwycięzca – 3,000 £
- Finalista – 2,000 £
- Półfinaliści – 1,000 £
- Wygrany frejm (faza grupowa) – 100 £
- Wygrany frejm (faza play-off) – 300 £
- Najwyższy break – 500£

### Grupa Zwycięzców
- Zwycięzca – 10,000 £
- Finalista – 5,000 £
- Półfinaliści – 3,000 £
- Wygrany frejm (faza grupowa) – 200 £
- Wygrany frejm (faza play-off) – 300 £
- Najwyższy break – 1,000 £

Łączna pula nagród – 205 000 £

## Grupa 1
| Miejsce |                | MCG | DAV | GIL | DAY | SEL | WOO | MIL | Frejmy W–L | Mecze W–L | Punkty |
| ------- | -------------- | --- | --- | --- | --- | --- | --- | --- | ---------- | --------- | ------ |
| 1       | Anthony McGill | X   | 1   | 2   | 3   | 3   | 3   | 3   | 15-10      | 4-2       | 4      |
| 2       | Mark Davis     | 3   | X   | 3   | 3   | 3   | 1   | 2   | 15-12      | 4-2       | 4      |
| 3       | David Gilbert  | 3   | 2   | X   | 0   | 3   | 3   | 3   | 14-11      | 4-2       | 4      |
| 4       | Ryan Day       | 1   | 2   | 3   | X   | 1   | 3   | 3   | 13-11      | 3-3       | 3      |
| 5       | Matthew Selt   | 2   | 1   | 1   | 3   | X   | 3   | 3   | 13-13      | 3-3       | 3      |
| 6       | Ben Woollaston | 0   | 3   | 2   | 1   | 2   | X   | 3   | 11-15      | 2-4       | 2      |
| 7       | Robert Milkins | 1   | 3   | 0   | 1   | 1   | 2   | X   | 8-17       | 1-5       | 1      |

- Anthony McGill 2-3 David Gilbert
- Ryan Day 1-3 Matthew Selt
- Ben Woollaston 0-3 Anthony McGill
- Mark Davis 2-3 Robert Milkins
- David Gilbert 0-3 Ryan Day
- Mark Davis 3-1 Matthew Selt
- Anthony McGill 3-1 Ryan Day
- Robert Milkins 2-3 Ben Woollaston
- David Gilbert 3-1 Matthew Selt
- Mark Davis 1-3 Ben Woollaston
- Robert Milkins 1-3 Matthew Selt
- Ryan Day 3-1 Ben Woollaston
- Anthony McGill 3-1 Robert Milkins
- David Gilbert 2-3 Mark Davis
- Ryan Day 3-1 Robert Milkins
- Matthew Selt 3-2 Ben Woollaston
- Anthony McGill 1-3 Mark Davis
- David Gilbert 3-2 Ben Woollaston
- Ryan Day 2-3 Mark Davis
- David Gilbert 3-0 Robert Milkins
- Anthony McGill 3-2 Matthew Selt

|  |                          |                          |                          |               |   |                      |                      |                      |
|  | Półfinały Do 3 wygranych | Półfinały Do 3 wygranych | Półfinały Do 3 wygranych |               |   | Finał Do 3 wygranych | Finał Do 3 wygranych | Finał Do 3 wygranych |
|  | Półfinały Do 3 wygranych | Półfinały Do 3 wygranych | Półfinały Do 3 wygranych |               |   | Finał Do 3 wygranych | Finał Do 3 wygranych | Finał Do 3 wygranych |
|  |                          |                          |                          |               |   |                      |                      |                      |
|  |                          |                          |                          |               |   |                      |                      |                      |
|  | Szkocja                  | Anthony McGill           | 2                        |               |   |                      |                      |                      |
|  | Szkocja                  | Anthony McGill           | 2                        |               |   |                      |                      |                      |
|  | Walia                    | Ryan Day                 | 3                        |               |   |                      |                      |                      |
|  | Walia                    | Ryan Day                 | 3                        |               |   | Walia                | Ryan Day             | 2                    |
|  |                          |                          |                          |               |   | Walia                | Ryan Day             | 2                    |
|  |                          |                          | Anglia                   | David Gilbert | 3 |                      |                      |                      |
|  | Anglia                   | Mark Davis               | Anglia                   | David Gilbert | 3 | 1                    |                      |                      |
|  | Anglia                   | Mark Davis               |                          |               |   |                      |                      |                      |
|  | Anglia                   | David Gilbert            | 3                        |               |   |                      |                      |                      |
|  | Anglia                   | David Gilbert            | 3                        |               |   |                      |                      |                      |
|  |                          |                          |                          |               |   |                      |                      |                      |

## Grupa 2
| Miejsce |                | ROB | DAV | DAY | MCG | WIL | SEL | WHI | Frejmy W–L | Mecze W–L | Punkty |
| ------- | -------------- | --- | --- | --- | --- | --- | --- | --- | ---------- | --------- | ------ |
| 1       | Neil Robertson | X   | 3   | 3   | 3   | 3   | 1   | 3   | 16-10      | 5-1       | 5      |
| 2       | Mark Davis     | 2   | X   | 2   | 3   | 3   | 3   | 3   | 16-11      | 4-2       | 4      |
| 3       | Ryan Day       | 1   | 3   | X   | 3   | 3   | 3   | 2   | 15-10      | 4-2       | 4      |
| 4       | Anthony McGill | 2   | 1   | 1   | X   | 3   | 3   | 3   | 13-13      | 3-3       | 3      |
| 5       | Mark Williams  | 1   | 2   | 1   | 0   | X   | 3   | 3   | 10-13      | 2-4       | 2      |
| 6       | Matthew Selt   | 3   | 0   | 0   | 2   | 1   | X   | 3   | 9-14       | 2-4       | 2      |
| 7       | Michael White  | 1   | 2   | 3   | 2   | 0   | 1   | X   | 9-17       | 1-5       | 1      |

- Mark Williams 1-3 Neil Robertson
- Michael White 1-3 Matthew Selt
- Anthony McGill 3-0 Mark Williams
- Mark Davis 2-3 Ryan Day
- Neil Robertson 3-1 Michael White
- Matthew Selt 0-3 Mark Davis
- Mark Williams 3-0 Michael White
- Ryan Day 3-1 Anthony McGill
- Neil Robertson 1-3 Matthew Selt
- Mark Davis 3-1 Anthony McGill
- Ryan Day 3-0 Matthew Selt
- Michael White 2-3 Anthony McGill
- Mark Williams 1-3 Ryan Day
- Neil Robertson 3-2 Mark Davis
- Michael White 3-2 Ryan Day
- Matthew Selt 2-3 Anthony McGill
- Mark Williams 2-3 Mark Davis
- Neil Robertson 3-2 Anthony McGill
- Michael White 2-3 Mark Davis
- Neil Robertson 3-1 Ryan Day
- Mark Williams 3-1 Matthew Selt

|  |                          |                          |                          |          |   |                      |                      |                      |
|  | Półfinały Do 3 wygranych | Półfinały Do 3 wygranych | Półfinały Do 3 wygranych |          |   | Finał Do 3 wygranych | Finał Do 3 wygranych | Finał Do 3 wygranych |
|  | Półfinały Do 3 wygranych | Półfinały Do 3 wygranych | Półfinały Do 3 wygranych |          |   | Finał Do 3 wygranych | Finał Do 3 wygranych | Finał Do 3 wygranych |
|  |                          |                          |                          |          |   |                      |                      |                      |
|  |                          |                          |                          |          |   |                      |                      |                      |
|  | Australia                | Neil Robertson           | 1                        |          |   |                      |                      |                      |
|  | Australia                | Neil Robertson           | 1                        |          |   |                      |                      |                      |
|  | Szkocja                  | Anthony McGill           | 3                        |          |   |                      |                      |                      |
|  | Szkocja                  | Anthony McGill           | 3                        |          |   | Szkocja              | Anthony McGill       | 3                    |
|  |                          |                          |                          |          |   | Szkocja              | Anthony McGill       | 3                    |
|  |                          |                          | Walia                    | Ryan Day | 0 |                      |                      |                      |
|  | Anglia                   | Mark Davis               | Walia                    | Ryan Day | 0 | 2                    |                      |                      |
|  | Anglia                   | Mark Davis               |                          |          |   |                      |                      |                      |
|  | Walia                    | Ryan Day                 | 3                        |          |   |                      |                      |                      |
|  | Walia                    | Ryan Day                 | 3                        |          |   |                      |                      |                      |
|  |                          |                          |                          |          |   |                      |                      |                      |

## Grupa 3
| Miejsce |                 | ROB | DAV | DAY | HAW | WIL | CAR | PER | Frejmy W–L | Mecze W–L | Punkty |
| ------- | --------------- | --- | --- | --- | --- | --- | --- | --- | ---------- | --------- | ------ |
| 1       | Neil Robertson  | X   | 2   | 2   | 3   | 3   | 3   | 3   | 16-9       | 4-2       | 4      |
| 2       | Mark Davis      | 3   | X   | 2   | 1   | 3   | 3   | 3   | 15-9       | 4-2       | 4      |
| 3       | Ryan Day        | 3   | 3   | X   | 1   | 2   | 3   | 3   | 15-13      | 4-2       | 4      |
| 4       | Barry Hawkins   | 0   | 3   | 3   | X   | 0   | 3   | 3   | 12-10      | 4-2       | 4      |
| 5       | Mark Williams   | 2   | 0   | 3   | 3   | X   | 1   | 1   | 10-14      | 2-4       | 2      |
| 6       | Allister Carter | 0   | 0   | 2   | 0   | 3   | X   | 3   | 8-13       | 2-4       | 2      |
| 7       | Joe Perry       | 1   | 1   | 1   | 2   | 3   | 0   | X   | 8-16       | 1-5       | 1      |

- Joe Perry 2-3 Barry Hawkins
- Allister Carter 3-1 Mark Williams
- Neil Robertson 3-1 Joe Perry
- Mark Davis 2-3 Ryan Day
- Barry Hawkins 3-0 Allister Carter
- Mark Williams 0-3 Mark Davis
- Joe Perry 0-3 Allister Carter
- Ryan Day 3-2 Neil Robertson
- Barry Hawkins 0-3 Mark Williams
- Mark Davis 3-2 Neil Robertson
- Ryan Day 2-3 Mark Williams
- Allister Carter 0-3 Neil Robertson
- Joe Perry 1-3 Ryan Day
- Barry Hawkins 3-1 Mark Davis
- Allister Carter 2-3 Ryan Day
- Mark Williams 2-3 Neil Robertson
- Joe Perry 1-3 Mark Davis
- Barry Hawkins 0-3 Neil Robertson
- Allister Carter 0-3 Mark Davis
- Barry Hawkins 3-1 Ryan Day
- Joe Perry 3-1 Mark Williams

|  |                          |                          |                          |            |   |                      |                      |                      |
|  | Półfinały Do 3 wygranych | Półfinały Do 3 wygranych | Półfinały Do 3 wygranych |            |   | Finał Do 3 wygranych | Finał Do 3 wygranych | Finał Do 3 wygranych |
|  | Półfinały Do 3 wygranych | Półfinały Do 3 wygranych | Półfinały Do 3 wygranych |            |   | Finał Do 3 wygranych | Finał Do 3 wygranych | Finał Do 3 wygranych |
|  |                          |                          |                          |            |   |                      |                      |                      |
|  |                          |                          |                          |            |   |                      |                      |                      |
|  | Australia                | Neil Robertson           | 3                        |            |   |                      |                      |                      |
|  | Australia                | Neil Robertson           | 3                        |            |   |                      |                      |                      |
|  | Anglia                   | Barry Hawkins            | 1                        |            |   |                      |                      |                      |
|  | Anglia                   | Barry Hawkins            | 1                        |            |   | Australia            | Neil Robertson       | 2                    |
|  |                          |                          |                          |            |   | Australia            | Neil Robertson       | 2                    |
|  |                          |                          | Anglia                   | Mark Davis | 3 |                      |                      |                      |
|  | Anglia                   | Mark Davis               | Anglia                   | Mark Davis | 3 | 3                    |                      |                      |
|  | Anglia                   | Mark Davis               |                          |            |   |                      |                      |                      |
|  | Walia                    | Ryan Day                 | 2                        |            |   |                      |                      |                      |
|  | Walia                    | Ryan Day                 | 2                        |            |   |                      |                      |                      |
|  |                          |                          |                          |            |   |                      |                      |                      |

## Grupa 4
| Miejsce |                | HAW | WIL | MUR | DAY | WIL | ROB | ALL | Frejmy W–L | Mecze W–L | Punkty |
| ------- | -------------- | --- | --- | --- | --- | --- | --- | --- | ---------- | --------- | ------ |
| 1       | Barry Hawkins  | X   | 3   | 3   | 1   | 3   | 3   | 3   | 16-8       | 5-1       | 5      |
| 2       | Mark Williams  | 1   | X   | 3   | 3   | 3   | 1   | 3   | 14-10      | 4-2       | 4      |
| 3       | Shaun Murphy   | 1   | 2   | X   | 3   | 3   | 1   | 3   | 13-12      | 3-3       | 3      |
| 4       | Ryan Day       | 3   | 1   | 0   | X   | 2   | 3   | 3   | 12-12      | 3-3       | 3      |
| 5       | Kyren Wilson   | 0   | 0   | 1   | 3   | X   | 3   | 3   | 10-14      | 3-3       | 3      |
| 6       | Neil Robertson | 2   | 3   | 3   | 2   | 2   | X   | 1   | 13-14      | 2-4       | 2      |
| 7       | Mark Allen     | 1   | 1   | 2   | 0   | 1   | 3   | X   | 8-16       | 1-5       | 1      |

- Shaun Murphy 3-2 Mark Allen
- Kyren Wilson 0-3 Mark Williams
- Barry Hawkins 3-1 Shaun Murphy
- Ryan Day 3-2 Neil Robertson
- Mark Allen 1-3 Kyren Wilson
- Mark Williams 3-1 Ryan Day
- Shaun Murphy 3-1 Kyren Wilson
- Neil Robertson 2-3 Barry Hawkins
- Mark Allen 1-3 Mark Williams
- Barry Hawkins 1-3 Ryan Day
- Neil Robertson 3-1 Mark Williams
- Kyren Wilson 0-3 Barry Hawkins
- Shaun Murphy 1-3 Neil Robertson
- Mark Allen 0-3 Ryan Day
- Kyren Wilson 3-2 Neil Robertson
- Mark Williams 1-3 Barry Hawkins
- Shaun Murphy 3-0 Ryan Day
- Mark Allen 1-3 Barry Hawkins
- Kyren Wilson 3-2 Ryan Day
- Mark Allen 3-1 Neil Robertson
- Shaun Murphy 2-3 Mark Williams

|  |                          |                          |                          |               |   |                      |                      |                      |
|  | Półfinały Do 3 wygranych | Półfinały Do 3 wygranych | Półfinały Do 3 wygranych |               |   | Finał Do 3 wygranych | Finał Do 3 wygranych | Finał Do 3 wygranych |
|  | Półfinały Do 3 wygranych | Półfinały Do 3 wygranych | Półfinały Do 3 wygranych |               |   | Finał Do 3 wygranych | Finał Do 3 wygranych | Finał Do 3 wygranych |
|  |                          |                          |                          |               |   |                      |                      |                      |
|  |                          |                          |                          |               |   |                      |                      |                      |
|  | Anglia                   | Barry Hawkins            | 3                        |               |   |                      |                      |                      |
|  | Anglia                   | Barry Hawkins            | 3                        |               |   |                      |                      |                      |
|  | Walia                    | Ryan Day                 | 2                        |               |   |                      |                      |                      |
|  | Walia                    | Ryan Day                 | 2                        |               |   | Anglia               | Barry Hawkins        | 3                    |
|  |                          |                          |                          |               |   | Anglia               | Barry Hawkins        | 3                    |
|  |                          |                          | Walia                    | Mark Williams | 0 |                      |                      |                      |
|  | Walia                    | Mark Williams            | Walia                    | Mark Williams | 0 | 3                    |                      |                      |
|  | Walia                    | Mark Williams            |                          |               |   |                      |                      |                      |
|  | Anglia                   | Shaun Murphy             | 0                        |               |   |                      |                      |                      |
|  | Anglia                   | Shaun Murphy             | 0                        |               |   |                      |                      |                      |
|  |                          |                          |                          |               |   |                      |                      |                      |

## Grupa 5
| Miejsce |                | TRU | WIL | MUR | DAY | BIN | WIL | WEN | Frejmy W–L | Mecze W–L | Punkty |
| ------- | -------------- | --- | --- | --- | --- | --- | --- | --- | ---------- | --------- | ------ |
| 1       | Judd Trump     | X   | 3   | 3   | 3   | 3   | 3   | 3   | 18-9       | 6-0       | 6      |
| 2       | Mark Williams  | 2   | X   | 3   | 2   | 3   | 3   | 3   | 16-12      | 4-2       | 4      |
| 3       | Shaun Murphy   | 2   | 2   | X   | 1   | 3   | 3   | 3   | 14-12      | 3-3       | 3      |
| 4       | Ryan Day       | 1   | 3   | 3   | X   | 0   | 0   | 3   | 10-12      | 3-3       | 3      |
| 5       | Stuart Bingham | 2   | 2   | 1   | 3   | X   | 0   | 3   | 11-13      | 2-4       | 2      |
| 6       | Kyren Wilson   | 0   | 1   | 2   | 3   | 3   | X   | 1   | 10-12      | 2-4       | 2      |
| 7       | Liang Wenbo    | 2   | 1   | 0   | 0   | 1   | 3   | X   | 7-16       | 1-5       | 1      |

- Stuart Bingham 2-3 Judd Trump
- Liang Wenbo 3-1 Kyren Wilson
- Ryan Day 0-3 Stuart Bingham
- Shaun Murphy 2-3 Mark Williams
- Judd Trump 3-2 Liang Wenbo
- Kyren Wilson 2-3 Shaun Murphy
- Stuart Bingham 3-1 Liang Wenbo
- Mark Williams 2-3 Ryan Day
- Judd Trump 3-0 Kyren Wilson
- Shaun Murphy 1-3 Ryan Day
- Mark Williams 3-0 Kyren Wilson
- Liang Wenbo 0-3 Ryan Day
- Stuart Bingham 2-3 Mark Williams
- Judd Trump 3-2 Shaun Murphy
- Liang Wenbo 1-3 Mark Williams
- Kyren Wilson 3-0 Ryan Day
- Stuart Bingham 1-3 Shaun Murphy
- Judd Trump 3-1 Ryan Day
- Liang Wenbo 0-3 Shaun Murphy
- Judd Trump 3-2 Mark Williams
- Stuart Bingham 0-3 Kyren Wilson

|  |                          |                          |                          |               |   |                      |                      |                      |
|  | Półfinały Do 3 wygranych | Półfinały Do 3 wygranych | Półfinały Do 3 wygranych |               |   | Finał Do 3 wygranych | Finał Do 3 wygranych | Finał Do 3 wygranych |
|  | Półfinały Do 3 wygranych | Półfinały Do 3 wygranych | Półfinały Do 3 wygranych |               |   | Finał Do 3 wygranych | Finał Do 3 wygranych | Finał Do 3 wygranych |
|  |                          |                          |                          |               |   |                      |                      |                      |
|  |                          |                          |                          |               |   |                      |                      |                      |
|  | Anglia                   | Judd Trump               | 3                        |               |   |                      |                      |                      |
|  | Anglia                   | Judd Trump               | 3                        |               |   |                      |                      |                      |
|  | Walia                    | Ryan Day                 | 0                        |               |   |                      |                      |                      |
|  | Walia                    | Ryan Day                 | 0                        |               |   | Anglia               | Judd Trump           | 3                    |
|  |                          |                          |                          |               |   | Anglia               | Judd Trump           | 3                    |
|  |                          |                          | Walia                    | Mark Williams | 0 |                      |                      |                      |
|  | Walia                    | Mark Williams            | Walia                    | Mark Williams | 0 | 3                    |                      |                      |
|  | Walia                    | Mark Williams            |                          |               |   |                      |                      |                      |
|  | Anglia                   | Shaun Murphy             | 0                        |               |   |                      |                      |                      |
|  | Anglia                   | Shaun Murphy             | 0                        |               |   |                      |                      |                      |
|  |                          |                          |                          |               |   |                      |                      |                      |

## Grupa 6
| Miejsce |                | GOU | WAL | DAY | BIN | SEL | WIL | MUR | Frejmy W–L | Mecze W–L | Punkty |
| ------- | -------------- | --- | --- | --- | --- | --- | --- | --- | ---------- | --------- | ------ |
| 1       | Martin Gould   | X   | 2   | 1   | 3   | 3   | 3   | 3   | 15-11      | 4-2       | 4      |
| 2       | Ricky Walden   | 3   | X   | 3   | 2   | 3   | 3   | 0   | 14-12      | 4-2       | 4      |
| 3       | Ryan Day       | 3   | 2   | X   | 3   | 0   | 2   | 3   | 13-11      | 3-3       | 3      |
| 4       | Stuart Bingham | 2   | 3   | 1   | X   | 1   | 3   | 3   | 13-12      | 3-3       | 3      |
| 5       | Mark Selby     | 0   | 1   | 3   | 3   | X   | 2   | 3   | 12-10      | 3-3       | 3      |
| 6       | Mark Williams  | 2   | 1   | 3   | 0   | 3   | X   | 2   | 11-16      | 2-4       | 2      |
| 7       | Shaun Murphy   | 1   | 3   | 0   | 1   | 0   | 3   | X   | 8-14       | 2-4       | 2      |

- Mark Selby 1-3 Ricky Walden
- Martin Gould 3-2 Stuart Bingham
- Ryan Day 0-3 Mark Selby
- Shaun Murphy 3-2 Mark Williams
- Ricky Walden 3-2 Martin Gould
- Stuart Bingham 3-1 Shaun Murphy
- Mark Selby 0-3 Martin Gould
- Mark Williams 3-2 Ryan Day
- Ricky Walden 2-3 Stuart Bingham
- Shaun Murphy 0-3 Ryan Day
- Mark Williams 0-3 Stuart Bingham
- Martin Gould 1-3 Ryan Day
- Mark Selby 2-3 Mark Williams
- Ricky Walden 0-3 Shaun Murphy
- Martin Gould 3-2 Mark Williams
- Stuart Bingham 1-3 Ryan Day
- Mark Selby 3-0 Shaun Murphy
- Ricky Walden 3-2 Ryan Day
- Martin Gould 3-1 Shaun Murphy
- Ricky Walden 3-1 Mark Williams
- Mark Selby 3-1 Stuart Bingham

|  |                          |                          |                          |          |   |                      |                      |                      |
|  | Półfinały Do 3 wygranych | Półfinały Do 3 wygranych | Półfinały Do 3 wygranych |          |   | Finał Do 3 wygranych | Finał Do 3 wygranych | Finał Do 3 wygranych |
|  | Półfinały Do 3 wygranych | Półfinały Do 3 wygranych | Półfinały Do 3 wygranych |          |   | Finał Do 3 wygranych | Finał Do 3 wygranych | Finał Do 3 wygranych |
|  |                          |                          |                          |          |   |                      |                      |                      |
|  |                          |                          |                          |          |   |                      |                      |                      |
|  | Anglia                   | Martin Gould             | 3                        |          |   |                      |                      |                      |
|  | Anglia                   | Martin Gould             | 3                        |          |   |                      |                      |                      |
|  | Anglia                   | Stuart Bingham           | 1                        |          |   |                      |                      |                      |
|  | Anglia                   | Stuart Bingham           | 1                        |          |   | Anglia               | Martin Gould         | 1                    |
|  |                          |                          |                          |          |   | Anglia               | Martin Gould         | 1                    |
|  |                          |                          | Walia                    | Ryan Day | 3 |                      |                      |                      |
|  | Anglia                   | Ricky Walden             | Walia                    | Ryan Day | 3 | 2                    |                      |                      |
|  | Anglia                   | Ricky Walden             |                          |          |   |                      |                      |                      |
|  | Walia                    | Ryan Day                 | 3                        |          |   |                      |                      |                      |
|  | Walia                    | Ryan Day                 | 3                        |          |   |                      |                      |                      |
|  |                          |                          |                          |          |   |                      |                      |                      |

## Grupa 7
| Miejsce |                | BIN | HIG | HOL | SEL | WAL | GOU | DOT | Frejmy W–L | Mecze W–L | Punkty |
| ------- | -------------- | --- | --- | --- | --- | --- | --- | --- | ---------- | --------- | ------ |
| 1       | Stuart Bingham | X   | 3   | 3   | 3   | 3   | 3   | 3   | 18-4       | 6-0       | 6      |
| 2       | John Higgins   | 2   | X   | 3   | 1   | 3   | 3   | 3   | 15-12      | 4-2       | 4      |
| 3       | Michael Holt   | 0   | 2   | X   | 3   | 2   | 3   | 3   | 13-13      | 3-3       | 3      |
| 4       | Mark Selby     | 0   | 3   | 1   | X   | 3   | 1   | 3   | 11-11      | 3-3       | 3      |
| 5       | Ricky Walden   | 2   | 1   | 3   | 0   | X   | 2   | 3   | 11-15      | 2-4       | 2      |
| 6       | Martin Gould   | 0   | 1   | 1   | 3   | 3   | X   | 0   | 8-15       | 2-4       | 2      |
| 7       | Graeme Dott    | 0   | 2   | 2   | 1   | 1   | 3   | X   | 9-15       | 1-5       | 1      |

- John Higgins 3-2 Michael Holt
- Graeme Dott 1-3 Mark Selby
- Stuart Bingham 3-2 John Higgins
- Ricky Walden 2-3 Martin Gould
- Michael Holt 3-2 Graeme Dott
- Mark Selby 3-0 Ricky Walden
- John Higgins 3-2 Graeme Dott
- Martin Gould 0-3 Stuart Bingham
- Michael Holt 3-1 Mark Selby
- Ricky Walden 2-3 Stuart Bingham
- Martin Gould 3-1 Mark Selby
- Graeme Dott 0-3 Stuart Bingham
- John Higgins 3-1 Martin Gould
- Michael Holt 2-3 Ricky Walden
- Graeme Dott 3-0 Martin Gould
- Mark Selby 0-3 Stuart Bingham
- John Higgins 3-1 Ricky Walden
- Michael Holt 0-3 Stuart Bingham
- Graeme Dott 1-3 Ricky Walden
- Michael Holt 3-1 Martin Gould
- John Higgins 1-3 Mark Selby

|  |                          |                          |                          |              |   |                      |                      |                      |
|  | Półfinały Do 3 wygranych | Półfinały Do 3 wygranych | Półfinały Do 3 wygranych |              |   | Finał Do 3 wygranych | Finał Do 3 wygranych | Finał Do 3 wygranych |
|  | Półfinały Do 3 wygranych | Półfinały Do 3 wygranych | Półfinały Do 3 wygranych |              |   | Finał Do 3 wygranych | Finał Do 3 wygranych | Finał Do 3 wygranych |
|  |                          |                          |                          |              |   |                      |                      |                      |
|  |                          |                          |                          |              |   |                      |                      |                      |
|  | Anglia                   | Stuart Bingham           | 2                        |              |   |                      |                      |                      |
|  | Anglia                   | Stuart Bingham           | 2                        |              |   |                      |                      |                      |
|  | Anglia                   | Mark Selby               | 3                        |              |   |                      |                      |                      |
|  | Anglia                   | Mark Selby               | 3                        |              |   | Anglia               | Mark Selby           | 0                    |
|  |                          |                          |                          |              |   | Anglia               | Mark Selby           | 0                    |
|  |                          |                          | Szkocja                  | John Higgins | 3 |                      |                      |                      |
|  | Szkocja                  | John Higgins             | Szkocja                  | John Higgins | 3 | 3                    |                      |                      |
|  | Szkocja                  | John Higgins             |                          |              |   |                      |                      |                      |
|  | Anglia                   | Michael Holt             | 2                        |              |   |                      |                      |                      |
|  | Anglia                   | Michael Holt             | 2                        |              |   |                      |                      |                      |
|  |                          |                          |                          |              |   |                      |                      |                      |

## Grupa Zwycięzców
| Miejsce |                | TRU | HAW | DAY | HIG | DAV | GIL | MCG | Frejmy W–L | Mecze W–L | Punkty |
| ------- | -------------- | --- | --- | --- | --- | --- | --- | --- | ---------- | --------- | ------ |
| 1       | Judd Trump     | X   | 3   | 3   | 1   | 3   | 3   | 3   | 16-8       | 5-1       | 5      |
| 2       | Barry Hawkins  | 2   | X   | 3   | 3   | 3   | 3   | 1   | 15-11      | 4-2       | 4      |
| 3       | Ryan Day       | 1   | 2   | X   | 3   | 3   | 3   | 3   | 15-11      | 4-2       | 4      |
| 4       | John Higgins   | 3   | 1   | 2   | X   | 2   | 3   | 3   | 14-12      | 3-3       | 3      |
| 5       | Mark Davis     | 1   | 1   | 1   | 3   | X   | 3   | 3   | 12-12      | 3-3       | 3      |
| 6       | David Gilbert  | 0   | 1   | 2   | 0   | 1   | X   | 3   | 7-15       | 1-5       | 1      |
| 7       | Anthony McGill | 1   | 3   | 1   | 2   | 0   | 0   | X   | 7-16       | 1-5       | 1      |

- David Gilbert 3-0 Anthony McGill
- Mark Davis 1-3 Barry Hawkins
- Judd Trump 3-0 David Gilbert
- Ryan Day 3-2 John Higgins
- Anthony McGill 0-3 Mark Davis
- Barry Hawkins 3-2 Ryan Day
- John Higgins 1-3 Judd Trump
- David Gilbert 3-1 Mark Davis
- Anthony McGill 3-1 Barry Hawkins
- Ryan Day 1-3 Judd Trump
- John Higgins 1-3 Barry Hawkins
- Mark Davis 1-3 Judd Trump
- David Gilbert 0-3 John Higgins
- Anthony McGill 1-3 Ryan Day
- Mark Davis 3-2 John Higgins
- Barry Hawkins 2-3 Judd Trump
- David Gilbert 2-3 Ryan Day
- Anthony McGill 1-3 Judd Trump
- Mark Davis 1-3 Ryan Day
- Anthony McGill 2-3 John Higgins
- David Gilbert 1-3 Barry Hawkins

|  |                          |                          |                          |          |   |                      |                      |                      |
|  | Półfinały Do 3 wygranych | Półfinały Do 3 wygranych | Półfinały Do 3 wygranych |          |   | Finał Do 3 wygranych | Finał Do 3 wygranych | Finał Do 3 wygranych |
|  | Półfinały Do 3 wygranych | Półfinały Do 3 wygranych | Półfinały Do 3 wygranych |          |   | Finał Do 3 wygranych | Finał Do 3 wygranych | Finał Do 3 wygranych |
|  |                          |                          |                          |          |   |                      |                      |                      |
|  |                          |                          |                          |          |   |                      |                      |                      |
|  | Anglia                   | Judd Trump               | 2                        |          |   |                      |                      |                      |
|  | Anglia                   | Judd Trump               | 2                        |          |   |                      |                      |                      |
|  | Szkocja                  | John Higgins             | 3                        |          |   |                      |                      |                      |
|  | Szkocja                  | John Higgins             | 3                        |          |   | Szkocja              | John Higgins         | 3                    |
|  |                          |                          |                          |          |   | Szkocja              | John Higgins         | 3                    |
|  |                          |                          | Walia                    | Ryan Day | 0 |                      |                      |                      |
|  | Anglia                   | Barry Hawkins            | Walia                    | Ryan Day | 0 | 2                    |                      |                      |
|  | Anglia                   | Barry Hawkins            |                          |          |   |                      |                      |                      |
|  | Walia                    | Ryan Day                 | 3                        |          |   |                      |                      |                      |
|  | Walia                    | Ryan Day                 | 3                        |          |   |                      |                      |                      |
|  |                          |                          |                          |          |   |                      |                      |                      |

## Brejki stupunktowe
- 147, 147, 142, 132, 130, 110  Mark Davis
- 144, 108  Graeme Dott
- 143, 142, 140, 136, 118, 106, 105  Mark Williams
- 143, 138, 137, 123, 120, 116  John Higgins
- 142, 137, 105, 102  Ricky Walden
- 141, 126, 106, 102  Shaun Murphy
- 140, 133, 131, 114, 113, 112, 111, 106, 105, 101, 101, 100, 100  Judd Trump
- 138, 119, 119, 115  Martin Gould
- 137, 137, 136, 135, 129, 124, 123, 120, 117, 117, 117, 116, 114, 112, 104, 103, 101  Ryan Day
- 135, 130, 128, 127, 119, 117, 105, 104, 103, 102, 100, 100, 100  Neil Robertson
- 131, 126, 118, 101  Mark Selby
- 130, 123, 114, 112, 112, 110, 107, 101  Stuart Bingham
- 130  Joe Perry
- 122, 108, 107  Anthony McGill
- 121, 114, 112, 105, 102  David Gilbert
- 117, 111, 107, 107, 105, 103, 101  Barry Hawkins
- 115  Matthew Selt
- 115  Liang Wenbo
- 113  Allister Carter
- 112, 107  Kyren Wilson
- 103  Mark Allen
- 100  Michael White